# Championnat du Sénégal de football 2011-2012
Navigation
Édition précédente Édition suivante
Le Championnat du Sénégal de football 2011-2012 est la 49e édition du championnat du Sénégal de football, la cinquième sous l'ère professionnelle. Les seize meilleurs clubs du pays sont répartis en deux groupes de huit équipes, qui s'affrontent deux fois, à domicile et à l'extérieur. Les deux premiers de chaque poules se qualifient pour la poule finale tandis que le dernier est relégué en deuxième division.
C'est le club de Casa Sports qui remporte le championnat après avoir terminé en tête de la poule finale, avec un seul point d'avance sur le Diambars FC ; promu de deuxième division et quatre sur le NGB ASC Niarry Tally. C'est le tout premier titre de champion du Sénégal de l'histoire du club.

## Les clubs participants
| - NGB ASC Niarry Tally - Diambars FC - Promu de L2 - AS Douanes - ASC Yeggo - Promu de L2 - Dakar Université Club - ASCE La Linguère - CSS - ASC Touré Kunda | - ASC Jaraaf - Casa Sports - US Ouakam - US Gorée - ASC Yakaar - AS Pikine - Guédiawaye FC - ASC Dahra |

## Compétition

### Première phase
| Rang | Équipe                         | Pts | J  | G | N | P | Bp | Bc | Diff |
| ---- | ------------------------------ | --- | -- | - | - | - | -- | -- | ---- |
| 1    | Diambars FCP                   | 26  | 14 | 8 | 2 | 4 | 18 | 8  | +10  |
| 2    | US OuakamT                     | 25  | 14 | 6 | 7 | 1 | 18 | 7  | +11  |
| 3    | Dakar Université Club          | 24  | 14 | 7 | 3 | 4 | 10 | 9  | +1   |
| 4    | Compagnie sucrière sénégalaise | 21  | 14 | 5 | 6 | 3 | 11 | 10 | +1   |
| 5    | ASC Linguère                   | 18  | 14 | 4 | 6 | 4 | 12 | 12 | 0    |
| 6    | Guédiawaye FC                  | 15  | 14 | 4 | 3 | 7 | 10 | 17 | -7   |
| 7    | US Gorée                       | 14  | 14 | 3 | 5 | 6 | 14 | 17 | -3   |
| 8    | ASC Yakaar                     | 6   | 14 | 0 | 6 | 8 | 4  | 17 | -13  |

| Rang | Équipe               | Pts | J  | G | N | P | Bp | Bc | Diff |
| ---- | -------------------- | --- | -- | - | - | - | -- | -- | ---- |
| 1    | NGB ASC Niarry Tally | 28  | 14 | 8 | 4 | 2 | 13 | 7  | +6   |
| 2    | Casa Sports          | 25  | 14 | 7 | 4 | 3 | 15 | 6  | +9   |
| 3    | ASC Jaraaf           | 25  | 14 | 7 | 4 | 3 | 17 | 8  | +9   |
| 4    | AS Pikine            | 22  | 14 | 6 | 4 | 4 | 13 | 12 | +1   |
| 5    | AS Douanes           | 15  | 14 | 3 | 6 | 5 | 6  | 8  | -2   |
| 6    | ASC Touré Kounda     | 14  | 14 | 2 | 8 | 4 | 5  | 7  | -2   |
| 7    | ASC YeggoP           | 11  | 14 | 2 | 5 | 7 | 6  | 14 | -8   |
| 8    | Dahra FC             | 8   | 14 | 1 | 5 | 8 | 4  | 17 | -13  |

### Poule pour le titre
| Rang | Équipe               | Pts | J | G | N | P | Bp | Bc | Diff |  | Résultats (▼ dom., ► ext.) | Cas | Dia | Nia | Oua |
| ---- | -------------------- | --- | - | - | - | - | -- | -- | ---- |  | -------------------------- | --- | --- | --- | --- |
| 1    | Casa Sports          | 11  | 6 | 3 | 2 | 1 | 5  | 2  | +3   |  | Casa Sports                |     | 0-2 | 2-0 | 0-0 |
| 2    | Diambars FCP         | 10  | 6 | 3 | 1 | 2 | 6  | 4  | +2   |  | Diambars FCP               | 0-1 |     | 0-0 | 1-0 |
| 3    | NGB ASC Niarry Tally | 7   | 6 | 2 | 1 | 3 | 6  | 7  | -1   |  | NGB ASC Niarry Tally       | 0-2 | 2-3 |     | 1-0 |
| 4    | US OuakamT           | 4   | 6 | 1 | 1 | 4 | 1  | 5  | -4   |  | US OuakamT                 | 0-0 | 1-0 | 0-3 |     |

|  | Qualification pour la Ligue des champions de la CAF 2013 |
|  | T : Tenant du titre P : Promu de D2                      |

## Bilan de la saison
| Championnat du Sénégal de football 2011-2012 |                         |
| Champion                                     | Casa Sports (1er titre) |
| Coupes et trophées                           |                         |
| Vainqueur de la Coupe du Sénégal 2011-2012   | ASC HLM (Ligue 2)       |
| Qualifications continentales                 |                         |
| Ligue des champions de la CAF 2013           | Casa Sports             |
| Coupe de la confédération 2013               | ASC HLM                 |
| Promotions et relégations                    |                         |
| Promus en Ligue 1                            | Olympique de Ngor       |
| Promus en Ligue 1                            | ASC Port Autonome       |
| Relégués en Ligue 2                          | ASC Yakaar              |
| Relégués en Ligue 2                          | ASC Dahra               |